# تاگوهی قازاریان
تاگوهی آراراتی قازاریان (ارمنی: Թագուհի Արարատի Ղազարյան؛ انگلیسی: Taguhi Ghazaryan؛ زادهٔ ۱۶ مارس ۱۹۹۱) سیاست‌مدار اهل ارمنستان است که از تاریخ ۲۰۱۹ تا تاریخ ۲۰۲۱ نمایندگی دوره هفتم مجلس ملی جمهوری ارمنستان را برعهده داشت.

## زندگی‌نامه
وی در ۱۶ مارس ۱۹۹۱ در آرشالویس به دنیا آمد و از دانشگاه دولتی ایروان فارغ‌التحصیل گشت. 